# Wat wij zagen
 Wat wij zagen  is het boekenweekgeschenk van 2021, geschreven door Hanna Bervoets. Het kwam verlaat uit op 29 mei 2021, op de eerste dag van de Boekenweek, die in 2021 het thema 'Tweestrijd' had.

## Hoofdpersonen
- Kayleigh, 27 jaar
- Barbra, de vijftien jaar oudere vriendin van Kayleigh
- Yena, de vriendin van Kayleigh na Barbra
- Sigrid, de vriendin van Kayleigh na Yena
- Advocaat Stitic

## Verhaal
Het verhaal wordt niet chronologisch verteld, maar als terugblik. Aan het begin van het boek werkt Kayleigh in een museum om haar schulden verder af te betalen. Ze kijkt terug op haar tijd bij Hexa, een content moderator. Bij dat bedrijf beoordelen de medewerkers content op een groot internationaal, niet nader genoemd socialemediaplatform. Hexa is een onderaannemer van het platform. De medewerkers moeten als content moderator geheim houden voor welk platform ze werken. Gebruikers delen daar teksten, geluidsfragmenten en filmpjes, en de medewerkers moeten beoordelen of de inhoud van deze content de regels van het platform niet overschrijdt. Ze moeten bijvoorbeeld beoordelen of er te expliciet geweld of te expliciete seksuele handelingen te zien zijn, en ook exact onder welke risicocategorie de content valt en waarom. De criteria zijn zeer nauw omschreven, maar verschillen per land waar de content geplaatst is, en veranderen vaak.
Een groep oud-werknemers van Hexa heeft Stitic ingeschakeld om gezamenlijk een aanklacht in te dienen tegen het bedrijf wegens slechte en traumatiserende werkomstandigheden. Kayleigh is door Stitic benaderd om zich aan te sluiten bij de aanklacht en haar eigen ervaringen met Hexa als getuigenis in te brengen. Kayleigh denkt niet dat Stitic iets heeft aan haar verhaal over haar periode bij Hexa, omdat ze een te genuanceerd beeld over haar voormalig werkgever heeft. Toch besluit ze haar verhaal op te schrijven. Het hele boek is geschreven in de vorm van een brief aan Stitic.
Na het overlijden van haar moeder heeft Kayleigh het ouderlijk huis geërfd. Ze woont op dat moment samen met en in het huis van haar vijftien jaar oudere vriendin Barbra, die de relatie beëindigt omdat ze een nieuwe (jongere) vriendin heeft. Kayleigh verhuist naar het huis van haar moeder. Ze krijgt een nieuwe vriendin, Yena, die bij haar komt wonen. Yena kleedt haar financieel uit. Nadat ze vertrokken is zit Kayleigh financieel in de problemen. Ze werkte tot dat moment bij een callcenter, maar ze gaat op zoek naar een baan met een hoger salaris Ze komt terecht bij Hexa. Met negentien nieuwe medewerkers krijgen ze de training in de zogenaamde 'oktoberklas'. Na de training volgt een examen, en alle negentien medewerkers slagen. Eén van de deelnemers, met wie Kayleigh het wel kan vinden, besluit niet verder te gaan.
Het werk wordt gedaan in een drietal ploegendiensten. Er ontstaat een groepje vrienden, die elkaar in de korte pauzes en na het werk opzoeken. Zo leren Kayleigh en Sigrid elkaar kennen. Ze worden geliefden en Sigrid trekt bij Kayleigh in. Sigrid weet van Kayleighs financiële achterstand, en betaalt de meeste kosten.
Tijdens een ontmoeting in een opslaghok nemen Kayleigh en Sigrid hun eigen seksfimpje op met de telefoon van Sigrid.
De vrienden merken tijdens een pauze dat enkele vrienden en collega's de flat earth-theorie (Platte aarde) aanhangen, die op het platform veel gepromoot wordt. Kayleigh doet haar best hier niet te kritisch op te reageren, omdat ze weet dat Sigrid daar een hekel aan heeft. Maar als ze op 30 augustus hoort dat Sigrid de Holocaust ontkent of sterk relativeert kan ze het niet nalaten hier direct vlijmscherp op te reageren. Dit betekent het einde van hun relatie. Sigrid laat het filmpje zien aan hun vriendengroep. De vrienden oordelen: 'wissen'. Kort daarna neemt Kayleigh ontslag bij Hexa.

## Titelduiding
De titel 'Wat wij zagen' slaat op:
1. Het verhaal dat Kayleigh schrijft aan advocaat Stitic.
2. De beelden die Kayleigh en haar collega’s bij Hexa onder ogen kregen.
3. Het seksfilmpje van Sigrid en Kayleigh.

## Thema Boekenweek
De onderaannemer Hexa ontleent haar bestaansrecht aan tegenstrijdige belangen. Enerzijds de vrijheid van meningsuiting en anderzijds de begrenzende juridische kaders. Die kaders verschillen volgens Kayleigh per land. Zo zijn de regels rondom Holocaustontkenning per land verschillend. In dit verband dient opgemerkt te worden dat het verhaal zich in een onbestemd land afspeelt. De lezer krijgt geen aanwijzingen van een specifiek Nederlandse omgeving. Behalve wellicht het niet expliciet strafbaar zijn in Nederland van de Holocaustontkenning, die de discussie over de Holocaust binnen de vriendengroep alle ruimte geeft.

## Cover
De cover is gemaakt door Leonie Bos.

## Vertaalrechten
Het verhaal is aan zeven landen verkocht. De Engelse uitgave draagt de titel We Had to Remove This Post.